# Harris (Saskatchewan)
Harris es un pueblo canadiense situado en la provincia de Saskatchewan.

## Superficie
Harris tiene una superficie de 0,89 km².

## Demografía
En 2021, tenía 190 habitantes, una densidad poblacional de 212,8 hab./km², y 117 viviendas.